# Andrea Dennis
Andrea Dennis (3 de enero de 1982) es una deportista británica que compitió en remo.
Ganó dos medallas en el Campeonato Mundial de Remo, en los años 2009 y 2011, y una medalla de plata en el Campeonato Europeo de Remo de 2011.

## Palmarés internacional
| Campeonato Mundial | Campeonato Mundial | Campeonato Mundial | Campeonato Mundial  |
| Año                | Lugar              | Medalla            | Prueba              |
| ------------------ | ------------------ | ------------------ | ------------------- |
| 2009               | Poznań (Polonia)   | Medalla de plata   | Cuatro scull ligero |
| 2011               | Bled (Eslovenia)   | Medalla de oro     | Cuatro scull ligero |
| Campeonato Europeo |                    |                    |                     |
| Año                | Lugar              | Medalla            | Prueba              |
| 2011               | Plovdiv (Bulgaria) | Medalla de plata   | Doble scull ligero  |